# Спадає темрява
«Спадає темрява» (англ. «Darkness Falls») —  американо-австралійський фантастичний фільм жахів 2003 року.

## Синопсис
Ще коли Кайл (Чейні Клі) був маленьким хлопчиком, уві сні йому являлася страшна істота, що намагалася його вбити. Він мав необережність розповісти про це – і відтоді всі мешканці його рідного містечка стали вважати хлопця божевільним. Крім подруги дитинства Кейтлін (Емма Колфілд) і її молодшого брата. Але Пекло повертається – в особі чорноволосої крилатої істоти, що полює на дітлахів і не піде з міста без брата Кетлін...

## У ролях
| Актор        | Роль          |
| ------------ | ------------- |
| Чейні Клі    | Кейл Волш     |
| Емма Колфілд | Кейтлін Ґрін  |
| Лі Кормі     | Майкл Ґрін    |
| Ґрант Піро   | Ларрі Флішман |